# Svobodný obsah

Symbol Definice svobodné tvorby

Jako svobodný obsah nebo svobodné dílo se označuje jakékoli funkční dílo, které splňuje definici svobodné kulturní tvorby. Svobodné kulturní dílo je takové dílo, které výrazným způsobem legálně neupírá lidem právo:
- používat dílo a požívat výhody z jeho užití,
- studovat dílo a uplatňovat znalosti z něj získané,
- pořizovat a šířit kopie celku nebo částí informace či díla,
- měnit a vylepšovat dílo a distribuovat odvozená díla.[1][2]

I když je jinak definován, z právního hlediska je svobodný obsah velmi podobný otevřenému obsahu. Analogií k tomuto rozlišení je rivalita mezi názvy otevřený software a svobodný software, která popisuje spíše ideologické než právnické rozdíly.
Svobodný obsah zahrnuje všechna volná díla a také taková autorská díla, jejichž licence podporují výše zmíněná práva. Protože autorské právo většiny zemí automaticky přiřazuje vlastníkům práv monopolitní kontrolu nad jejich výtvory, musí být autorský obsah explicitně označen za svobodný např. odkazem na licenci.
I když dílo, u něhož vypršela doba ochrany, je považováno za svobodné, po změně zákonů se opět může stát nesvobodným.